# Bandeira de Sneek

Bandeira de Sneek (razão 2:3).

A bandeira de Sneek é a bandeira da cidade de Sneek e do ex-município homônimo.
A bandeira consiste em um retângulo grande cuja altura é 2/3 da largura, e dividido em dois outros retângulos com a mesma altura do retângulo grande, mas com metade de sua largura: um é preto, e o outro é amarelo (dourado).
A história da bandeira de Sneek não é bem conhecida, e não se sabe exatamente quando a bandeira foi criada. No entanto, sabe-se que ela foi adotada oficialmente em 13 de setembro de 1956.